# Маннелли, Луиджи
Луи́джи Манне́лли (итал. Luigi Mannelli; 21 февраля 1939, Неаполь — 14 марта 2017, там же) — итальянский ватерполист, выступавший за национальную сборную Италии по водному поло во второй половине 1950-х годов. Чемпион летних Олимпийских игр в Риме, участник Олимпиады в Мельбурне, двукратный победитель итальянского национального первенства в составе команды Circolo Canottieri.

## Биография
Луиджи Маннелли родился 21 февраля 1939 года в Неаполе. На клубном уровне выступал за местную неапольскую команду Circolo Canottieri, с которой дважды становился чемпионом Италии по водному поло (1958, 1963).
Впервые заявил о себе на международной арене в сезоне 1956 года, когда вошёл в основной состав итальянской национальной сборной и благодаря череде удачных выступлений удостоился права защищать честь страны на летних Олимпийских играх в Мельбурне, хотя в итоге выступил здесь только в одном матче. В программе мужского водного поло итальянцы с первого места вышли из своей группы, победив Германию и Сингапур, однако затем в финале уступили сборным СССР, Венгрии и Югославии, выиграв только у команды США. Таким образом, в итоговом протоколе соревнований итальянская сборная расположилась на четвёртой строке, не добрав двух очков до попадания в число призёров.
После мельбурнской Олимпиады Маннелли остался в главной ватерпольной команде Италии и продолжил принимать участие в крупнейших международных соревнованиях. Так, в 1958 году он выступил на чемпионате Европы в Будапеште, где вновь занял со своей командой четвёртое место, в решающих матчах итальянцы проиграли Югославии и Венгрии.
В 1960 году Маннелли прошёл отбор на домашние Олимпийские игры в Риме. Итальянские ватерполисты попали в группу к Румынии, ОАР и Японии — у всех этих соперников они выиграли, набрав максимальное возможное количество очков. Далее они выиграли у СССР, Югославии и Германии, тогда как с венграми сыграли вничью — заняли первое место по набранным очкам и тем самым завоевали золотые олимпийские медали. При этом Маннелли сыграл в двух играх и забросил в общей сложности четыре мяча.
Умер 14 марта 2017 года в возрасте 78 лет в Неаполе.